# カタールの軍事
このページでは、カタールの軍事（カタールのぐんじ）について解説する。カタールはペルシャ湾西岸に位置する小国であり、1971年にイギリスの保護領から独立に至った。産油国であるため、経済的には豊かである。

## 概要
カタールは部族間抗争の続いた土地であり、19世紀にはサーニー家がイギリスと組み、勢力を増してきていた。1870年代以降はオスマン帝国の支配下となるが、第一次世界大戦でオスマン帝国が敗北すると、イギリスの保護領となった。第二次世界大戦以降に石油の輸出により経済的に繁栄するようになり、1971年に独立した。石油輸出で得た資金を基に、西側諸国より兵器を輸入し、近代的軍隊を編成している。
国や軍隊の規模が小さいため、米欧諸国、湾岸協力会議（GCC）に参加するサウジアラビアや他の湾岸小国との協力関係を安全保障の基本としている。1991年の湾岸戦争では多国籍軍に基地および兵力を提供した。カタール軍もイラク軍を撃退したカフジの戦闘などに投入され、クウェート奪還に参加した。対テロ戦争でもアメリカ合衆国に協力したほか、2003年のイラク戦争の際はアメリカ中央軍の前線司令部がカタールに設置された。
豊かな石油収入を背景に中近東・イスラム圏全体への影響力行使を試みており、アラブの春では各国の反政府派を支援。米欧とともにリビア空爆を行った。2016年には、トルコに軍事基地を提供する協定を結んだ。カタール外交危機が起きた2017年の建国記念の軍事パレードでは従来の英国式から中国人民解放軍の訓練教官によって中国式の隊列とガチョウ足行進に変えられ、中国製弾道ミサイルのBP-12Aを披露し、上海協力機構に加盟を申請するなど中華人民共和国への接近が目立った。
カタール軍は、陸海空の三軍からなり、2023年時点の総兵力は16,500名（陸軍1,200名、海軍2,500名、空軍2,000名）。また、準軍事部隊5,000名以上を有する。国防費は2022年時点で推定84億2千万ドル。同様な湾岸の小国であったクウェートがイラクに侵略された事例があったことにもより、防衛力の整備を進めている。参謀長は、ガーニム・ビン・シャーヒーン・アル＝ガーニム（2013年6月-）。

### 陸軍
増強連隊規模であり、主力はドーハ近郊に所在。

#### 装備

##### 戦車
- レオパルト2A7+ ×62両[7]

##### 装甲車両
- AMX-10RC ×12両[7]
- ピラーニャII 90mm ×36両[7]
- フェネック ×32両[7]
- AMX-10P ×40両[7]
- AMX-VCI ×30両[7]
- V-150/Chaimite ×8両[7]
- VAB ×160両[7]
- Ejder Yalcin ×170両以上[7]
- Kirpi-2 ×50両[7]
- RG-31 ×不詳[7]
- ディンゴ2 ×14両[7]
- NMS ×2両[7]
- VBL ×16両[7]

##### 整備・工兵車両
- WISENT2 装甲工兵車 ×6両[7]
- AMX-30D 装甲回収車 ×1両[7]
- ピラーニャ 装甲回収車 ×2両[7]

##### 対戦車兵器
- VAB VCAC HOT ×24両[7]
- Ejder Yalcin（ステューフナ-P 対戦車ミサイル搭載型） ×不詳[7]
- NMS（ステューフナ-P 対戦車ミサイル搭載型） ×不詳[7]
- FGM-148 ジャベリン 対戦車ミサイル[7]
- コルネットｰEM 対戦車ミサイル[7]
- カール・グスタフ 無反動砲[7]

##### 火砲・ロケット砲
- PzH2000 155ｍｍ自走榴弾砲 ×24両[7]
- G-5 155mm榴弾砲 ×12門[7]
- PH-63 107ｍｍ多連装ロケット砲 ×不詳[7]
- 122ｍｍ多連装ロケット砲 ×2以上[7]
- ASTROS II Mk3 自走多連装ロケット砲 ×6両[7]
- L16 81mm迫撃砲 ×26門[7]
- VAB VPM 81 81mm自走迫撃砲 ×4両[7]
- 120mm迫撃砲 ×15門[7]

##### 地対地ミサイル
- BP-12A 短距離弾道ミサイル ×8以上[7]

##### 対空兵器
- NMS（イグラ対空ミサイル搭載型） ×不詳[7]
- ゲパルト 自走対空機関砲 ×15両[7]

### 海軍
小規模なものであり、沿岸哨戒用の高速艇を主力としている。近年ではサウジアラビアやイランの海軍戦力増強に伴い、イタリアのフィンカンティエリにアル・ズバラ級コルベット4隻とドック型輸送揚陸艦「アル・フルク」を発注している。
保有している艦艇についてはカタール海軍艦艇一覧を参照。

### 空軍
2個航空団編制であり、ヘリコプターも担当している。かつてはミラージュ2000戦闘機を主力に、中高等練習機にアルファジェットを有するなどフランス製の機体が多かったが、後継の戦闘機はタイフーン、ラファール、F-15QAの3機種を採用したほか、輸送機にはC-17、練習機にはM-346とホークMk167を採用した。